# Digestensystem
Das Digestensystem (auch als Codexsystem bezeichnet) ist eine nach einem weitgehend einheitlichen Schema übersichtlich geordnete spätantike Sammlung von Rechtstexten und Kaiserkonstitutionen des römischen Rechts. Erfasst werden von dem System alle Rechtsgebiete. Der Begriff wird nach allgemeiner Auffassung für die spätantiken Codices Gregorianus, Hermogenianus, Theodosianus', Iustinianus und die Digesten gebraucht.
Die Bezeichnung Codexsystem bietet sich ebenfalls an, weil in das Gliederungsprinzip Kaiserkonstitutionen aufgenommen waren. Die teils (erheblich) gekürzten Werkstexte folgen keiner heute gebräuchlichen Systematik, die Ordnung ist eher lose gestaltet und fügt sich in hergebrachte Muster ein. Immer wieder sind Abweichungen von dieser Technik auffällig. Damit geht die Strategie weiter auseinander als etwa die von Scaevola und Julian oder Celsus und Marcellus geschaffenen Systeme.

## Prinzip im römischen Recht
Das Digestensystem lässt sich seit Einführung des edictum perpetuum nachweisen, einer strikten Vereinheitlichung der Redaktion des Rechtsschutzprogramms im Gerichtswesen. Das finale Edikt erging auf Anordnung Hadrians. Die Festschreibung bewirkte, dass gleichartige Fälle besser geordnet werden konnten, was die Effizienz der Verwaltungsarbeit erhöhte.
Für die Werksüberschreibungen wurde gelegentlich der Titel Digesta („Geordnetes“) gewählt. Darin befanden sich – außerhalb der kaiserlich-hoheitlichen Anordnungen – viele hoch- und spätklassische Juristenschriften mit abgrenzbaren Problemstellungen, etwa Rechtsbescheide (responsa) oder Erörterungen diverser Fälle und Rechtsgestaltungen (quaestiones). Nachdem Otto Lenel das prätorische Edikt bereits 1883 rekonstruiert hatte, prägte Paul Krüger 1886 dann den Terminus „Digestensystem“ in Anlehnung an die naheliegende Methodik zur Abgrenzung von Gaius- gegenüber Sabinus- oder Scaevola-Texten für die Rechtsbücher. Weitere Ausführungen dazu nahm dann wieder Otto Lenel 1889 mit seiner Palingenesia iuris civilis vor.
Eine innere Logik sei bei der Abfolge der Rechtsmaterien nicht zu erkennen. Auch hingen nach Krügers Auffassung die einzelnen Kapitel nicht miteinander zusammen. Die Abfolge habe sich gleichwohl etabliert und dies in zwei Buchteilen: Iulian eröffnet den ersten Teil; dessen Umfang ist zu zwei Dritteln durch das prätorische Edikt geprägt, etwas durchsetzt mit ius honorarium beziehungsweise ius civile, wobei sich Krüger und Lenel in Ansehung des gesamten ersten Teils bezüglich der Rechtsschichten uneinig darüber waren, mit welcher Schwerpunktsetzung. Der zweite Teil enthält Sachenrecht und (Auskunftsmittel zum) Erbrecht, Intestaterbrecht, (hergebrachtes) Gewohnheitsrecht (typischerweise Familienhausrechte), neues Kriminalstrafrecht, Fiskal- (ius fisci) und Militärrecht. Angeknüpft wurde bisweilen an Gesetze, so an das Zwölftafelgesetz, die leges Corneliae, Cinicia, Falcidia, Fufia Caninia und andere mehr. Aufgenommen waren zudem Senatskonsulte.

## Späteres Handhabe
Spätere Autoren – des Mittelalters und der Neuzeit – knüpften an die Ordnungsbemühungen nicht mehr an. Die Autorität des Ediktsystems reflektierte eher auf Kaiser Hadrian, als auf das Prinzip der Systematik. Die Orientierung im Privatrecht wurde am Institutionensystem ausgerichtet, weil Justinian daran festgehalten hatte. Einen gänzlich neuen Ansatz suchte die preußische Kodifikation des Allgemeinen preußischen Landrechts. Sie begann mit den Rechtsverhältnissen zu „Personen“, dann folgten die Rechtskonstellationen zu den (kleineren) „Gemeinschaften“ wie Ehe und Familie, später zu „Herrschaft und Gesinde“, zu den „Ständen“, „Berufsgemeinschaften“ und anderen. Schließlich wurden noch die Rechtsverhältnisse zum Staat thematisiert.